# Energetic
Energetic è un singolo della cantante sudcoreana BoA, pubblicato nel 2010. È il primo singolo estratto da BoA: Deluxe. Il CD remix è uscito il primo gennaio 2010. Ha debuttato alla posizione numero 48 e ha raggiunto la posizione numero 17 nella Billboard Hot Dance Club Songs.

## Videoclip
Il video musicale di Energetic è stato girato tra il 3 giugno 2009 e il 5 giugno 2009. Il video ha come protagonisti BoA e un corpo di ballerini che sono al centro dell'attenzione di un club. Energetic è stato il primo video ad essere apparso sul canale YouTube di BoA, insieme a I Did It for Love, il 25 novembre 2009.

## Tracce
Versione digitale
1. Energetic (radio edit)
2. Energetic (album version)

CD remix
1. Energetic (Mike Rizzo Funk Generation radio edit)
2. Energetic (Razor N Guido radio edit)
3. Energetic (radio edit)
4. Energetic (Mike Rizzo Funk Generation club mix)
5. Energetic (Mike Rizzo Funk Generation dub mix)
6. Energetic (Razor N Guido club mix)
7. Energetic (Razor N Guido dub)
8. Energetic (Razor N Guido instrumental)

## Classifiche
| Classifica                                    | Posizione raggiunta |
| --------------------------------------------- | ------------------- |
| Stati Uniti (Billboard Hot Dance Club Songs.) | 17                  |